# Eyes Adrift
Eyes Adrift — супергурт, що складався з учасників рок-гуртів Meat Puppets, Nirvana та Sublime.

## Історія
У 2001 році колишній гітарист рок-гурту Meat Puppets Курт Кірквуд гастролював по США. Під час концерту в Сіетлі до нього звернувся Кріст Новоселіч, бас-гітарист гранджового гурту Nirvana. Новоселіч та Кірквуд давно знали один одного, зокрема, після спільного виступу на акустичному шоу для MTV Unplugged in New York 1993 року. Новоселіч запропонував трохи поджемувати разом, та поділитись музичними ідеями. Протягом того ж туру в Каліфорнії до Кірквуда зі схожою пропозицією звернувся колишній барабанщик Sublime Бад Го.
Після закінчення турне троє музикантів зібрались в Остіні, штат Техас, де жив Кірквуд. Виявилось, що в них було багато спільного. Всі вони до цього грали в тріо, і в кожному з гуртів були певні трагедії в минулому: фронтмен Nirvana Курт Кобейн наклав на себе руки в 1994 році, а співак Sublime Бред Ноуел та дружина бас-гітариста Meat Puppets Кріса Кірквуда вмерли від передозування наркотиків в 1996 та 1998 році відповідно. В грудні 2001 року музиканти почали працювати над новим матеріалом, написавши цілу низку пісень, поєднуючи хард-рок, фолк, кантрі та альтернативний рок.
В січні та лютому 2002 року колектив, що отримав назву Eyes Adrift, декілька разів виступив в клубах США. Реакція глядачів, серед яких було багато шанувальників Nirvana, Sublime та Meat Puppets, була досить позитивною. Музиканти повернулись до Остіну і наступні три тижні провели в студії, записуючи нові пісні. Загалом було створено дванадцять композицій, які увійшли до повноформатної платівки Eyes Adrift. Співаком на більшості пісень був Курт Кірквуд, окрім трьох, що виконав Новоселіч, серед яких завершальнийа п'ятнадцятихвилинна «Paste». «Я вважаю, що ми — клятий рок-гурт. Але я розумію, чому люди називають нас альт-кантрі, бо їм завжди потрібні посилання» — зауважив Новоселіч.
Платівка Eyes Adrift вийшла 24 вересня 2002 року. Єдиним максісинглом стала пісня «Alaska». В кінці вересня гурт вирушив у двомісячне турне по Сполученим Штатам. Після його закінчення Новоселіч вирішив призупинити музичну кар'єру, а Го та Кірквуд заснували новий проєкт Volcano, випустивши однойменну платівку у 2004 році.

## Дискографія
- 2002 — Eyes Adrift

## Учасники гурту
- Курт Кірквуд — гітара, вокал
- Кріст Новоселіч — бас-гітара, вокал
- Бад Го — барабани